# Estado Pataudi
El Estado Pataudi fue un pequeño estado principesco de la India, establecido en 1804 durante el gobierno de la Compañía Británica de las Indias Orientales. Con un área de 134,6  kilómetros cuadrados y su capital Pataudi, en la actual Haryana, estaba bajo el control político de los Nawab de Pataudi.

## Historia
El estado se formó alrededor de su capital, la ciudad de Pataudi, que fue fundada durante el gobierno de Jalal-ud-din Khalji por un jefe de Mewati, Pata, que lo llamó Patodhi.
En 1804, la Compañía Británica de las Indias Orientales concedió a Faiz Talab Khan, el primer Nawab de Pataudi, 40 aldeas y la ciudad de Pataudi como recompensa por ayudar a la Compañía contra el Imperio Maratha, durante la segunda guerra anglo-maratha.
Al final del Raj británico y con la integración política de la India en 1947, el Estado principesco de Pataudi fue absorbido por el nuevo Dominio de la India (más tarde República de la India). En 1971, en virtud de la enmienda 26° de la Constitución de la India, el Gobierno de la India abolió todos los símbolos oficiales de la India principesca, incluyendo títulos, privilegios y remuneraciones.
El antiguo Palacio de Pataudi es actualmente un hotel de la cadena Hoteles Neemrana.

## Gobernantes

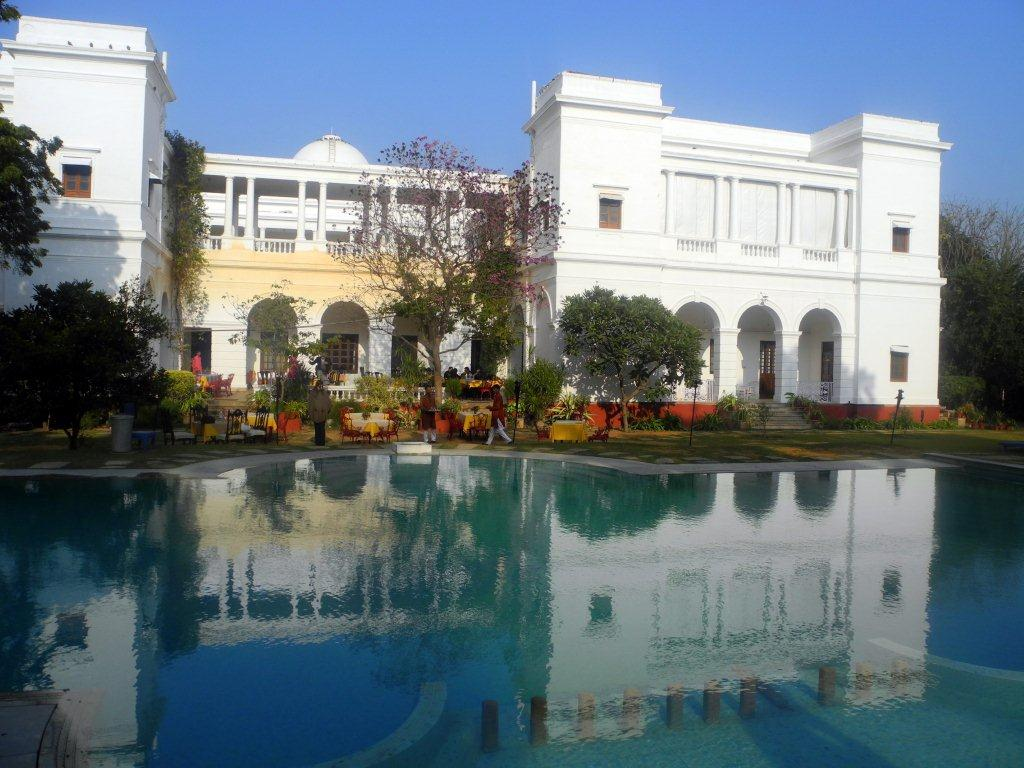
Vista del Palacio de Pataudi

Los gobernantes tenían el título Nawab.
Nawabs:
- 1804 - 1829, Fa'iz Talab Khan.
- 1829 - 3 de marzo de 1862, Akbar Ali Khan.
- 1862 - 1867, Mohammad Ali Taqi Khan
- 1867 - marzo de 1878, Mohammad Mokhtar Hosayn Ali Khan
- 30 Mar 1878 a 1898, Mohammad Momtaz Hosayn Ali Khan
- 1898 - 1913, Mohammad Mozaffar `Ali Khan
- 1913 - 30 de noviembre de 1917, Mohammad Ebrahim Ali Khan
- 30 de noviembre de 1917 hasta 15 de agosto de 1947, Mohammad Eftekhar Ali Khan